# 房角石
房角石（學名：Cameroceras）是一屬已滅絕的鸚鵡螺類。生存在奧陶紀中期勞倫大陸、波羅的大陸、西伯利亞大陸周遭的海洋中。巨大的房角石長度約為9米（30英尺），不過這個估計值的準確性仍有爭議。即使如此，房角石仍然是古生代最巨大的无脊椎动物。從牠巨大的身軀來推測，房角石是一種生活在深海的伏擊型掠食者，可能以生活在同時期海域的三葉蟲、海蠍、頭足綱與無頜魚為食。房角石於奧陶紀－志留紀滅絕事件後絕種，僅有少數存活至志留紀文洛克階。

然而最近的研究表明房角石其实是滤食性动物。

## 描述
房角石屬於頭足綱下的鸚鵡螺亞綱，和章魚、魷魚及花枝等現生的頭足類為近親。透過這些現存的頭足綱動物，尤其是同樣具有殼的鸚鵡螺，科學家得以推敲出房角石的外型與習性。房角石擁有頭部與觸鬚，身體與大部分的器官長在圓錐狀的殼內。房角石會利用這些觸手捕捉獵物，並送入被觸手環繞形似鸚鵡喙的吻部，堅硬的喙部可以咬穿獵物的外殼，房角石口的內部可能同樣具有齒舌，可以用來刮取獵物身上的軟組織與內臟。

### 體型
從房角石殼的化石碎片推斷，房角石殼的長度（不包含頭與觸手部分）可達9米（30英尺），然而之後又將此數值下修。1995年 Frey 估計房角石的全長僅有6米（20英尺）。但不管是何種估計，房角石都被認為是古生代最大型的軟體動物。

## 物種
- Cameroceras alternatum
- Cameroceras hennepini
- Cameroceras inaequabile
- Cameroceras inopinatum
- Cameroceras stillwaterense
- Cameroceras trentonense

## 大眾文化
在BBC製作的《海底霸王》第1集第七危險海洋中出現，以巨型羽翅鱟為食。節目中的房角石被描述擁有很差的視力，僅能依靠嗅覺尋找獵物。